# 하우 아이 원 더 워
《하우 아이 원 더 워》(How I Won the War)는 1967년 영국의 블랙 코미디 영화다. 리처드 레스터가 패트릭 라이언의 동명의 소설을 각색하고 감독 제작했다. 마이클 크로퍼드가 어설픈 영국 육군중위 어니스트 굿보디, 존 레넌이 그립위드 머스킷병, 잭 맥고런이 주니퍼 머스킷병, 로이 키니어가 클래퍼 머스킷병, 리 몬터규가 트랜섬 병장을 연기했다. 존 레넌이 음악 비관련 역을 맡은 것은 이것이 처음이자 마지막이다.
영화는 오만가지 장르가 혼합된 상태다. 소품문, 대상에 카메라를 바특이 가져다 찍는 수법, 전쟁 영화 패러디, 다큐멘터리, 유명 전쟁시 등 각종 장르를 동원해 영화는 제2차 세계대전 와중에 일어난 제3부대, 제4머스킷병부대(왕실 화승총병이 연상되는 가상의 연대)의 불행사를 연출한다. 익살과 부조리극 아래에서 전개되는 서사로서 적선 후방에서의 "선진적인 크리켓 피치의 부설"을 골자로 1942년 중반 서부 사막 전역과 1945년 초 레마겐의 라인 강에 있는 최후의 온전한 다리를 무대로 삼는다.
비평적으로는 실패했다.

## 줄거리
굿바디 중위는 무능하고, 이상주의적이며, 순진하고, 거의 끈질기게 맹목적인 애국주의자인 전시 임관(정규군이 아닌) 장교이다. 영화의 주요 전복적인 테마 중 하나는 소대가 자신들의 완전한 짐인 지휘관을 죽이거나 다른 방법으로 제거하려는 반복적인 시도 또는 유혹이다.
굿바디의 무능함과 무모한 행동 시도는 부대의 점진적인 파멸을 초래하지만, 그는 부대의 끈질긴 탈영병과 정신과 치료를 받게 된 다른 부하들과 함께 살아남는다. 캐릭터가 사망할 때마다 밝은 빨강, 파랑 또는 녹색의 제2차 세계 대전 군복을 입은 배우로 교체되며, 그의 얼굴도 색칠되어 가려져 살아있는 장난감 병사처럼 보인다. 이는 굿바디가 전쟁을 게임에 비유하는 것을 강화한다.

## 출연

### 주연
- 마이클 크로퍼드
- 존 레넌
- 로이 키니어

### 조연
- 리 몬터규
- 잭 맥고런